# Vasile Cristea
Vasile Cristea AA (* 24. Februar 1906 in Mikefalva; † 17. Januar 2000 in Rom) war Apostolischer Visitator der Rumänen des byzantinischen Ritus in Europa.

## Leben
Vasile Cristea trat der Ordensgemeinschaft der Assumptionisten bei und empfing am 27. März 1932 die Priesterweihe. Johannes XXIII. ernannte ihn am 2. Juli 1960 zum Apostolischen Visitator der Rumänen des byzantinischen Ritus in Europa und Titularbischof von Lebedus ernannt.
Die Bischofsweihe spendete ihm der Bischof von Lungro, Giovanni Mele, am 8. September desselben Jahres; Mitkonsekratoren waren Giuseppe Perniciaro, Weihbischof in Piana dei Greci, und Platon Wolodyslaw Kornyljak, Apostolische Exarch für katholische Ukrainer des byzantinischen Ritus in Deutschland und Skandinavien.
Er nahm an allen Sitzungsperioden des Zweiten Vatikanischen Konzils teil. Am 10. Oktober 1987 trat er von seinem Amt zurück.